# W. R. Grace Building
W. R. Grace Building est un gratte-ciel situé à Manhattan à New York aux États-Unis.